# Палач
Пала́ч е онзи, който привежда в изпълнение смъртно наказание, телесно (физическо) наказание или извършва изтезания.
Според известния лингвист Макс Фасмер, думата на български произлиза етимилогически от турската pala – „меч, кинжал“.
В средновековна България и по-специално във Втората българска държава има данни тази длъжност (професия като занятие) в столицата Търново да се е изпълнявала и от друговерци. Известно е, че узорпаторът Чака е бил предаден през 1300 г. от Тодор Светослав на палачи - евреи, след което е първо удушен по еврейския закон, след което и обезглавен, а главата му като доказателство е изпратена в торба със сол на татарския хан Токтай. Като награда за жеста, новият български цар получава от Златната орда във владение Буджака.
През 21 век все още тази професия се упражнява като обичайна в САЩ, Саудитска Арабия и други страни предимно в Азия.